# The Vale of Grwyney
The Vale of Grwyney är en community i Storbritannien.   Den ligger i kommunen Powys och riksdelen Wales, i den södra delen av landet, 210 km väster om huvudstaden London.
De största byarna är Glangrwyney, Llangenny och Llanbedr. 